# Gaius Matius
Gaius Matius (gestorven na 44 v.Chr.) was een vriend van Gaius Iulius Caesar alsook van Marcus Tullius Cicero.
Hij was een lid van de gens Matia. Matius bemiddelde tussen Cicero, die hem veelvuldig in zijn brieven vermeldt (er is ook een brief van Matius bewaard gebleven), en Caesar. Hij bekleedde geen politiek ambt, maar was tijdens de burgeroorlog tussen Pompeius en Caesar voor Caesar werkzaam.
Waarschijnlijk was hij de bestemmeling 
van de brief, in dewelke Caesar in 47 v.Chr. zijn zege over de Bosporaanse koning Pharnaces II met de gevleugelde woorden veni, vidi, vici "ik kwam, zag, overwon" meldde. Hoewel zijn biograaf Plutarchus de naam Amintus vermeldt, is een persoon met deze naam prosopografisch niet nawijsbaar. De Duitse classicus Conrad Cichorius stelde de conjectuur Matius voor, die in het historisch onderzoek sindsdien ingang heeft gevonden.
Na de dood van Caesar sloot Matius zich eerst bij Marcus Antonius, dan bij Octavianus aan.
Een zekere Gaius Matius, die volgens Columella drie kookboeken schreef, was vermoedelijk zijn zoon.